# 氧化亚汞
氧化亚汞, 又称氧化汞(I), 是一种无机金属氧化物，化学式为Hg2O。
它是一种不溶于水的褐色固体，有毒，但无臭无味。它较不稳定，会歧化成氧化汞和金属汞。